# Miguel Mejía Barón
Miguel Mejía Barón (ur. 17 kwietnia 1949) – meksykański trener piłkarski. Uczestnik Mundialu 1994.

## Trenowane drużyny
- 1988-1991: UNAM Pumas
- 1991-1992: CF Monterrey
- 1993-1995:  Meksyk
- 1996-1998: Atlante FC
- 1999: Tigres UANL
- 2000: Puebla
- 2001: UNAM Pumas